# (16529) Dangoldin
(16529) Dangoldin (1991 GO1) – planetoida z grupy przecinających orbitę Marsa okrążająca Słońce w ciągu 3,58 lat w średniej odległości 2,34 j.a. Odkryta 9 kwietnia 1991 roku.